# Ellis
För andra betydelser, se Ellis (olika betydelser).
Ellis är ett namn, som kan användas både som efternamn och som könsneutralt förnamn. Ellis är en variant av Elias eller Elia som betyder "herren är min gud". En annan källa till namnet är det walesiska namnet Elisud, som betyder "vänlig". 
Offentlig statistik över personer som är folkbokförda i Sverige anger för den 31 december 2021:
- 161 personer med efternamnet Ellis
- 479 män med förnamnet Ellis, varav 327 med namnet osm tilltalsnamn
- 195 kvinnor med förnamnet Ellis, varav 99 med namnet som tilltalsnamn[1]

## Personer med Ellis som efternamn
- Albert Ellis (1913–2007), amerikansk psykolog
- Alexander John Ellis (1814–1890), brittisk fonetiker
- Alton Ellis (1938–2008), jamaicansk musiker

- Bengt Ellis (1923–2007), svensk målare och tecknare
- Bret Easton Ellis (född 1964), amerikansk författare

- Charles Ellis, 1:e baron Seaford (1771–1845), brittisk politiker
- Charles Ellis, 6:e baron Howard de Walden (1799–1868), brittisk diplomat

- Dan Ellis (född 1980), kanadensisk ishockeymålvakt
- David R. Ellis (1952–2013), amerikansk regissör och stuntman
- Deborah Ellis (född 1960), aknadensisk författare

- Edward Ellice den äldre (1783–1863), brittisk politiker
- Edward Ellice den yngre (1810–1880), brittisk politiker
- Edward S. Ellis (1840–1916), amerikansk författare
- Elis Ellis (1879–1956), svensk skådespelare, regissör, kompositör och manusförfattare

- Greg Ellis (född 1968), brittisk skådespelare och röstskådespelare
- Gunilla Ellis (född 1943), svensk textilkonstnär

- Hans Ellis (1927–1976), svensk skådespelare och revyartist
- Havelock Ellis (1859–1939), brittisk läkare, psykolog och sexolog

- Inga Ellis (1899–1986), svensk skådespelare

- Jill Ellis (född 1966), engelsk-amerikansk fotbollstränare
- Jimmy Ellis, flera personer
  - Jimmy Ellis (boxare) (1940–2014), amerikansk boxare
  - Jimmy Ellis (musiker) (1945–1998), amerikansk rocksångare
- John Ellis, flera personer
  - John Ellis (fysiker) (född 1946), brittisk teoretisk fysiker
  - John Ellis (naturforskare) (omkring 1710–1776), brittisk naturforskare, botaniker och köpman
  - John Willis Ellis (1820–1865), amerikansk politiker, demokrat, guvernör för North Carolina

- Kendall Ellis (född 1996), amerikansk löpare

- Lilian Ellis (1907–1951), tysk-dansk skådespelare, dansare och sångerska

- Marcus Ellis (född 1989), brittisk badmintonspelare
- Mark Ellis (född 1960), brittisk musikproducent
- Matt Ellis (född 1981), kanadensisk ishockeyspelare
- Max Mapes Ellis (1887–1953), amerikansk iktyolog
- Morgan Ellis (född 1992), kanadensisk ishockeyspelare

- Nelsan Ellis (1977–2017), amerikansk skådespelare

- Powhatan Ellis (1790–1863), amerikansk politiker, jurist och diplomat, senator för Mississippi
- R. John Ellis (född 1935), brittisk biokemist
- Robinson Ellis (1834–1913), engelsk klassisk filolog
- Romallis Ellis (född 1965), amerikansk boxare
- Ruth Ellis (1926–1955), brittisk nattklubbsvärdinna och avrättad mördare
- Ryan Ellis (född 1991), kanadensisk ishockeyspelare

- Sam Ellis (född 1982), brittisk medeldistanslöpare
- Seger Ellis (1904–1995), amerikansk pianist, orkesterledare och sångare
- Shirley Ellis (1929–2005), amerikansk soulsångerska

- Taylor Ellis-Watson (född 1993), amerikansk löpare
- Tom Ellis (född 1978), brittisk skådespelare

- Vivian Ellis (1904–1996), brittisk musikalkompositör

- Walter W. Ellis (1874–1956), engelsk författare
- Warren Ellis, flera personer
  - Warren Ellis (musiker) (född 1965), australisk musiker och kompositör
  - Warren Ellis (serieskapare) (född 1968), birittisk seriemanusförfattare
- William Ellis (1794–1872), brittisk missionär
- William R. Ellis (1850–1915), amerikansk politiker, republikan

## Personer med Ellis som förnamn
Utom de båda pseudonymerna är samtliga biograferade män.
- Ellis Arnall (1907–1992), amerikansk politiker, demokrat, guvernör för Georgia
- Ellis Bell, pseudonym för Emily Brontë (1818–1848), engelsk författare
- Ellis Clarke (1917–2010), trinidadisk politiker, landets förste president
- Ellis Marsalis Jr. (1934–2020), amerikansk jazzpianist
- Ellis Peters,  pseudonym för Edith Pargeter (1913 1005), engelsk författare
- Ellis Wallin (1888–1972), svensk målare